# Calliandra ungulata
Calliandra ungulata là một loài thực vật có hoa trong họ Đậu. Loài này được (Desv.) Benth. ex Jackson miêu tả khoa học đầu tiên năm 1895.